# Edelmira Inés Mórtola
Edelmira Inés Mórtola (Berazategui, 21 de janeiro de 1894 – Buenos Aires, 28 de maio de 1973) foi uma geóloga, pesquisadora e professora universitária argentina.
Primeira geóloga da Argentina, foi também a primeira mulher a obter um doutorado em Ciências Naturais com ênfase em geologia pela Universidade de Buenos Aires. Destacou-se como professora universitária e pesquisadora na área de mineralogia. Por sua dedicação e trabalho universitária o Museu de Mineralogia da universidade leva hoje seu nome.

## Biografia
Edelmira nasceu na cidade de Berazategui, na Argentina, em 1894. Formou-se no Liceo Nacional de Señoritas de Buenos Aires em 1912, onde trabalhou como professora, seguindo para a Universidade de Buenos Aires, na Faculdade de Ciências Exatas e Naturais, onde se formou em Ciências Naturais. Em 1918 era geóloga assistente do Diretório Nacional de Minas e Geologia, sendo a primeira mulher a desempenhar tal função na instituição.
Por obter a maior média entre os colegas de graduação, Edelmira recebeu o Premio Pellegrino Strobel e menção honrosa da universidade.Em 1920 defendeu seu doutorado, Rocas alcalinas básicas del sur de Chubut, com orientação do professor Enrique Hermitte, primeira análise de rochas da região. Escreveu um livro chamado Noções de Mineralogia, em 1930, que se tornaria o primeiro livro-texto do curso da universidade, sendo editado e republicado várias vezes ao longo das décadas.
Em 1924, tornou-se chefe de trabalhos de campo e laboratoriais da Cátedra de Mineralogia da Faculdade de Ciências Exatas e Naturais da Universidade de Buenos Aires, de onde se aposentou como professora titular, tendo formado gerações de novos geólogos argentinos. Foi responsável ainda pela organização do Museu de Mineralogia que hoje leva seu nome. Nele se encontram espécimens minerais coletados por Edelmira na região da Patagônia.

## Aposentadoria
Edelmira se aposentou da universidade em 1960. Ela morreu em 28 de maio de 1973, em Buenos Aires, aos 74 anos.

## Prêmios
- Premio Pellegrino Strobel em 1918, por desempenho universitário ao se graduar com a maior média da turma.[5]